# 慧文

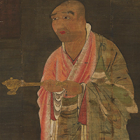
慧文大師像（一乗寺蔵「聖徳太子及び天台高僧像」のうち）

慧文（えもん、生没年不詳）または慧聞は、中国南北朝時代の北斉の仏教僧侶（禅師）。
天台宗の初祖（開祖）。
弟子である慧思の弟子、すなわち慧文から見て孫弟子に当たる智顗が天台宗を確立したため、遡って慧文が初祖とされる。
鳩摩羅什が漢訳した『中論』等の龍樹の著作を所依として禅観につとめ、「一心三観」を悟った。